# The Worst of Jefferson Airplane
The Worst of Jefferson Airplane – jest to pierwsza kompilacja utworów zespołu rockowego Jefferson Airplane. 	
Zawiera dwa utwory powszechnie uznane za hymny epoki rocka psychodelicznego ("White Rabbit" i "Somebody to Love"), służy jako przykład początkowej twórczości zespołu Jefferson Airplane.

## Lista utworów
| #   | Tytuł                              | Czas |
| --- | ---------------------------------- | ---- |
| 1.  | "It's No Secret" (Balin)           | 2:37 |
| 2.  | "Blues From an Airplane"           | 2:10 |
| 3.  | "Somebody to Love"                 | 2:54 |
| 4.  | "Today"                            | 2:57 |
| 5.  | "White Rabbit"                     | 2:27 |
| 6.  | "Embryonic Journey"                | 1:51 |
| 7.  | "Martha" (Kantner)                 | 3:21 |
| 8.  | "The Ballad of You & Me & Pooneil" | 4:30 |
| 9.  | "Crown of Creation"                | 2:53 |
| 10. | "Chushingura" (Dryden)             | 1:17 |
| 11. | "Lather" (G. Slick)                | 2:55 |
| 12. | "Plastic Fantastic Lover"          | 3:39 |
| 13. | "Good Shepherd"                    | 4:22 |
| 14. | "We Can Be Together"               | 5:50 |
| 15. | "Volunteers"                       | 2:03 |
| 16. | Bonus:                             |      |
| *   | "Watch Her Ride"                   | 3:16 |
| *   | "Greasy Heart"                     | 3:27 |

## Twórcy
- Signe Anderson, Skip Spence, Marty Balin, Jack Casady, Paul Kantner, Jorma Kaukonen – Jefferson Airplane  album 1

- Grace Slick, Spencer Dryden, Marty Balin, Jack Casady, Paul Kantner, Jorma Kaukonen – Jefferson Airplane  albumy od 2 do 6